# Daphniola exigua
Daphniola exigua is een slakkensoort uit de familie van de Hydrobiidae. De wetenschappelijke naam van de soort is voor het eerst geldig gepubliceerd in 1856 door A. Schmid.